# Supershitty to the Max!
Supershitty to the Max! från 1996 är det första albumet med den svenska rockgruppen The Hellacopters. Det vann en Grammis i kategorin hårdrock.

## Låtlista
1. "(Gotta Get Some Action) NOW!"
2. "24h Hell"
3. "Fire Fire Fire"
4. "Born Broke"
5. "Bore Me"
6. "It's Too Late" (Johansen/Thunders) (endast på vinyl)
7. "Tab"
8. "How Could I Care"
9. "Didn't Stop Us"
10. "Random Riot"
11. "Fake Baby"
12. "Ain't No Time"
13. "Such a Blast
14. "Spock in My Rocket"
15. "Tilt City" (live, gömt spår)

## Medlemmar
- Robert Hellacopter: trummor, sång, maracas
- Kenny Hellacopter: bas, sång
- Åsk-Dregen: gitarr, sång, tamburin
- Nicke Hellacopter: sång, gitarr, maracas

## Andra medverkande
- Tomas Skogsberg: producent
- Boba Fett: piano
- Peder Criss: munspel
- Hans Östlund: gitarr
- Nick Vahlberg: sång